# 法國鐵路運輸
法國鐵路運輸的鐵路交通運輸法國的鐵路運輸以客運為主，尤其是高速鐵路。 法国国家铁路公司（SNCF、Société Nationale des Chemins de fer français） 是國有鐵路公司，在其子公司法國鐵路線路事業公社（SNCF Réseau）管理的全國鐵路網絡上運營大部分客運和貨運服務。 法國目前運營著歐洲第二大鐵路網，鐵路總里程達29,901公里。
法國第一條鐵路線於1827年開通，從圣艾蒂安 (Saint-Étienne) 到昂德雷济约-布泰翁 (Andrézieux)。 自1981年以來，隨著法国高速列车(TGV)服務的到來，該網絡經歷了一次重大的現代化改造，並在隨後的幾年中不斷擴大。
2017年，法國國家鐵路網的行程為17.62億次，其中12.70億次來自法国国家铁路服務，4.93億次來自大區快鐵(RER)的RATP部分，在巴黎地區運營的快速區域網絡由兩家公司之間共享。 僅巴黎郊區鐵路服務就佔法國鐵路年客運量的82%。
法國的客運量總計為1002億乘客-公里(passenger-kilometres)，是全球使用量第五大的客運網絡，在歐洲的使用量僅次於俄羅斯。  法國是國際鐵路聯盟（UIC）的成員。 法國的UIC國家代碼是87。
與此同時，只有9%的法國貨物通過鐵路運輸，約為歐洲平均水平的1/2，與某些國家相比僅佔一小部分。
國家和地區服務 (TER) 被一個重要的城市鐵路網絡的補充，該網絡仍在快速發展。 六個城市有地鐵系統（里爾、里昂、馬賽、巴黎、雷恩、和圖盧茲）。 有軌電車網絡還為28個大都市地區提供服務，其中20個在21世紀被啟用。
在2017年歐洲鐵路性能指數中，法國在使用強度、服務質量和安全性能方面在歐洲國家鐵路系統中排名第7，較往年有所下降。

## 歷史
法國首條鐵路開業於1832年。在隨後的幾年中，新鐵路在全國許多地區出現，但總的來說，其19世紀初期的鐵路網絡建設方面遠遠落後於其他工業化國家。 路易-菲利普一世君主制政府計劃通過其1842年的“萊格朗之星”（Legrand Star）鐵路計劃來縮小這一差距，這是一張預先規劃的鐵路特許權地圖，繪製以巴黎為中心的星形鐵路網絡圖 ，使巴黎成為到達法國所有地區和邊界的鐵路網的中心。這鐵路網絡計劃以“萊格朗之星”而聞名，以當時的道路和橋樑與礦山總幹事巴蒂斯特·亞歷克西斯·維克多·萊格朗(Alexis Legrand)命名。
1860年代時，連接各大主要都市之間的鐵路網已經形成。1857年時，法國有六大鐵路企業。1938年，法國主要幹線鐵路全部國有化，形成法國國家鐵路公司。1981年，法國高鐵(TGV)開始運行。

## 鐵路網絡
截至2007年6月，由 SNCF Réseau 管理的法國鐵路網絡是一個全長29,213（18,152英里）的商業可用線路網絡，其中15,141 km（9,408 mi）是電氣化的。 其中1,876 km（1,166 mi）是高速線路 (LGV)，16,445 km（10,218 mi）有兩條或更多條軌道。 5,905 km（3,669 mi）被供電使用1,500VDC，9,113 km（5,663 mi）被供電使用 25 kV AC（50 HZ）。122 km（76 mi）通過第三軌或其他方式實現電氣化。
1,500V被南部使用，高速線路和該國北部使用25kV電氣化。
火車在左邊行駛，除了阿爾薩斯和摩澤爾，在這些地區过去曾经是德國的一部分時先建造了鐵軌。

## 外部連結
- RFF - 法國鐵路線路事業公社。 2007年6月更新 （页面存档备份，存于）